# Sondra (Hörselberg-Hainich)
Sondra ist ein Ortsteil der thüringischen Gemeinde Hörselberg-Hainich im Wartburgkreis.

## Geografie

### Berge
Die Landschaft um Sondra zählt zum Gebiet der Waltershäuser Vorberge, die Berge und Erhebungen bestehen in der Mehrzahl aus Buntsandstein. Aus den Seitentälern Meebachgrund und Tränksgrund treten zwei Quellbäche als Zuflüsse der Emse in das schmale Tal ein. Als höchster Punkt der Gemeinde gilt der Kambühl, er ist ein vollständig bewaldeter Berg, seine Höhe beträgt 453,9 m ü. HN. Auch der südöstlich gelegene Polarskopf (432,9 m ü. HN) ist vollständig bewaldet. Er markiert einen Abschnitt der Grenze zum Landkreis Gotha (einige Grenzsteine stammen aus dem 17. Jahrhundert). Ganz im Süden befindet sich eine Enklave im Gothaer Kreisgebiet mit dem Grübelsberg (443,7 m ü. HN). Der größte Teil der Wälder im Süden Sondras gehörte zum Waldbesitz der Wangenheimer, diese wurden nach dem Zweiten Weltkrieg als Großgrundbesitzer enteignet.

### Gewässer
Die Gemarkung wird von Süden nach Norden von dem Gewässer II. Ordnung Emse durchflossen.
Das Sondraer Gebiet besitzt sehr viele Quellen, das Wasser ist besonders weich. Am westlichen Ortsrand an der Emse wurde als Leitwarte für die Trinkwasserversorgung ein Wasserwerk errichtet. Von hier aus werden die Stadt Eisenach und ihre Ortsteile, die Gemeinde Wutha-Farnroda, Seebach (Wartburgkreis) und die südlichen Ortschaften Hörselberg-Hainichs über Fernleitungen versorgt. Der Großteil der Gemarkung Sondra ist wegen der Wassergewinnung als Trinkwasserschutzgebiet ausgewiesen.

## Geschichte
Bei Ausgrabungen im Bereich der Mittelburg, etwa 500 Meter nördlich der Flurgrenze von Sondra, wurde vor dem Beginn der Arbeiten zur Autobahnverlegung eine ausgedehnte Siedlung der römischen Kaiserzeit archäologisch untersucht. Erste Funde wurden bereits in den 1930er Jahren geborgen, die abschließende großflächige Untersuchung erfolgte in den Jahren 2002–04. Neben dem Kambühl besaß auch der Polarskopf in heidnischer Zeit ein „Bergheiligtum“, darauf verwies ein Zeitungsbericht aus den 1920er Jahren.
Sondra wurde erstmals 1143 erwähnt, der Name „Sundera“ deutet auf einen vom nur zwei Kilometer entfernten Sättelstädt abgesonderten Siedlungshof hin. Ab 1313 ist Sondra im Besitz der Herren von Wangenheim, das Dorf entwickelte sich rasch entlang der Emse und hatte die Siedlungsstruktur eines Waldhufendorfes. Im Jahr 1513 werden Besitzungen in der Sundere erwähnt. Das schutzlose Dorf wurde im Dreißigjährigen Krieg mehrfach von durchziehenden Truppen geplündert. Nach örtlicher Überlieferung retteten sich die Bewohner in das etwas abgelegene Häusertal am Osthang des Kambühl. Bei einem Überfall auf durchreitende Truppen zwischen Winterstein, Schwarzhausen und Schmerbach kam es zu einem Scharmützel mit vielen Toten und Vermissten. Noch in den 1930er Jahren wurden bei Waldarbeiten stark verrostete Reste von Waffen und Skelettteile entdeckt. Der Ort gehörte bis 1839 zum Wintersteiner Gericht der Wangenheimer und war auch nach Winterstein eingepfarrt und eingeschult. Erst 1920 wurde in Sondra ein eigenes Schulgebäude eingeweiht, die Dorfschule besaß nur ein Klassenzimmer, der Schulbetrieb (Grundschule) wurde erst 1984 in Sondra eingestellt und nach Sättelstädt verlegt (Entfernung: etwa 1800 Meter zur dortigen Schule). Der Anschluss an das Stromnetz erfolgte 1925.

## Sehenswürdigkeiten
In Sondra befinden sich noch mehrere denkmalgeschützte Fachwerkhöfe. Es gibt kaum Neubauten, daher verfügt der Ort noch über ein intaktes Ortsbild als Straßendorf. Die ehemaligen Dorfschule dient heute als Bürgerhaus und kann für Versammlungen und private Veranstaltungen angemietet werden. Südlich der Ortslage erblickt man den zum Greifen nahen Inselsberg, er befindet sich dennoch etwa 7 Kilometer entfernt.

## Wirtschaft, Infrastruktur und Verkehr

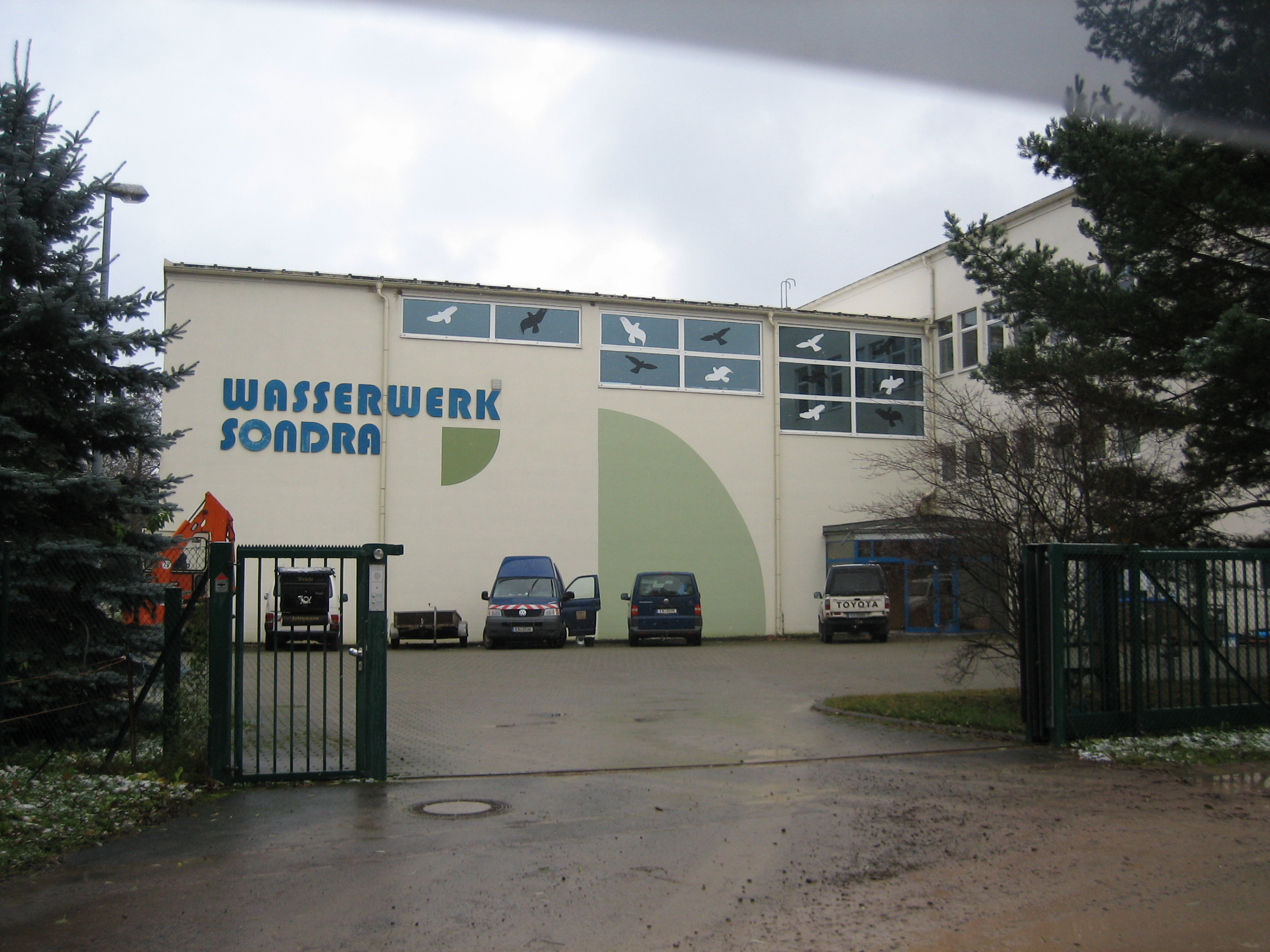
Das Wasserwerk Sondra

Sondra ist ein landwirtschaftlich geprägter Ort, man setzt auf sanften Tourismus. Durch Sondra verläuft die Kreisstraße K 7. Der nächstgelegene Autobahnanschluss befindet sich in zwei Kilometer Entfernung bei Sättelstädt.
Anschluss an den Schienenverkehr besteht in Sättelstädt mit einem Haltepunkt (nur Regionalverkehr) an der Thüringer Bahn sowie am Bahnhof Eisenach.